# Enter the Matrix
Enter the Matrix es un videojuego de acción publicado el 15 de mayo de 2003, el mismo día del estreno de The Matrix Reloaded y está ambientado en el universo de Matrix, situado temporalmente tras The Matrix y durante The Matrix Reloaded. Es decir que la trama de la película The Matrix Reloaded desarrolla la historia alterna que es representada en el videojuego.
Enter the Matrix fue desarrollado bajo la dirección creativa de los directores de Matrix, las hermanas Wachowski. Ellas escribieron la historia y el guion exclusivamente para el videojuego. Algo sin precedentes en la historia de los videojuegos donde Hollywood y la industria de juegos colaboran de manera espectacular. El videojuego contiene "escenas inéditas" del metraje de la película que solo está disponible para el videojuego.
Las voces de los personajes están tomadas de los actores de las películas, así como la digitalización de las texturas y los movimientos, rodados en gran parte por las hermanas Wachowsky. Las escenas de lucha fueron coreografiadas por el mismo Yuen Wo Ping el coreógrafo de las escenas de luchas de la película.
En este videojuego los protagonistas son Niobe y Ghost, que realizarán acciones que no se han llegado a ver en las películas (por ejemplo, recoger el mensaje de la nave Osiris, llegar hasta Morfeo en la escena de la persecución de la autopista con agentes y destruir la planta térmica cerca de la Fuente de Matrix).
El videojuego es principalmente de lucha, en el que se podrá combatir tal y como se ve en la película, pero también cuenta con fases de conducción o disparar desde el coche (según se juegue con Niobe o con Ghost) y con un modo de hacker en el que se puede interactuar con otros personajes como Trinity o Spark (operador de la nave Logos).
Está disponible en PlayStation 2, Xbox, GameCube y PC diseñado por Shiny Entertainment y distribuido por Atari.
El propio David Perry, presidente de Shiny dijo: "no es un juego sobre una película, es un juego sobre un mundo."

## Historia
La historia comienza con Niobe, capitán de la nave Logos, y Ghost, su segundo a bordo, los cuales deben recuperar un mensaje en Matrix de la tripulación de la nave rebelde Osiris, la cual fue destruida recientemente. Después de ser perseguido por agentes, Ghost y Niobe escapan de Matrix con el mensaje, que resulta ser una advertencia para la ciudad humana Zion, en el cual se explica que las máquinas se acercan con un ejército de Centinelas. Niobe y Ghost tienen la tarea de llamar al resto de las naves para que regresen a Zion y así coordinar su defensa.
Con esto en mente, los capitanes de las distintas naves tienen una reunión dentro de la Matrix para decidir sobre la mejor manera de defenderse. Durante la reunión, los agentes atacan el edificio donde se encuentran, Niobe y Ghost son capaces de ayudar a sus aliados a escapar. Se encuentran con el Creador de Llaves, un programa capaz de acceder a cualquier área en Matrix, que los lleva a un lugar seguro a través de una puerta que él creó. El Creador de Llaves les confiere la misión de entregar a Neo una clave, sin embargo, la clave es robada por los esbirros de Merovingio, un programa creado durante los primeros días de Matrix, que ahora opera una red de contrabando ilegal dentro del programa. Después de una serie de eventos, Merovingio destruye la clave, pero Niobe y Ghost son capaces de escapar y el Creador de Llaves se da cuenta de que es demasiado pronto para darle la clave a Neo.
Niobe propone voluntarios para ir a buscar el Nabucodonosor, la nave capitaneada por Morfeo y en la cual sirve Neo, el único aerodeslizador que todavía no a regresar a Zion. Al encontrar la nave y su tripulación, apoyando a escapar de Matrix, Niobe y Ghost acuerdan ayudar en la misión de Neo contra las máquinas, por lo que deberán destruir una central eléctrica. Una vez finalizada la misión, el Oráculo, un programa que da a menudo el consejo a seres humanos, solicita al personaje del jugador hablar con ella. Después de la conversación, el jugador se enfrenta al Agente Smith tanto en el mundo humano como en Matrix. El personaje del jugador apenas escapa de los cientos de copias de Smith en Matrix y una vez fuera, la Logos es atacada por las máquinas. Ellos derrotan a las máquinas mediante la activación de un PEM, lo que deshabilita su propia nave en el proceso. El juego termina con Niobe y Ghost esperando en la Logos, con la esperanza de ser rescatados.